# Diederik Jekel
Diederik Jekel (Bilthoven, 22 juni 1984) is een Nederlands wetenschapscommunicator, natuurkundige, presentator en schrijver.

## Loopbaan
Na de Werkplaats Kindergemeenschap studeerde Jekel aan de Universiteit Twente en behaalde zijn master in Vastestoffysica in 2010. Vanaf dat jaar is hij vaste gast bij wetenschappelijke onderwerpen in De Wereld Draait Door. In 2011 sprak hij op TEDxAmsterdam en werd redacteur van de VPRO-programma's Noorderlicht, Nationale Wetenschapsquiz en Labyrint. 
Als presentator begon hij bij De Wereld Leert Door (2013). Later presenteerde hij de Nationale Wetenschapsquiz Junior en onderdelen van Zapplive, Willem Wever en De Kennis van Nu Nieuws. Van 2014 tot en met 2019 was hij een van de vaste gezichten van het programma De Kennis van Nu. Hij vervulde ook de rol van expert in alle afleveringen van Professor Nicolai en Dr. Beckand. In 2014 werd Jekel derde in de grote finale van het tv-programma De Slimste Mens en in 2016 won hij De Nationale IQ Test. In 2017 nam hij deel aan Wie is de Mol?. Hij viel als laatste kandidaat af, vlak voor de finale. In 2018 was hij jurylid bij Een goed stel hersens van RTL 4.
Vanaf 2019 is Jekel af en toe te zien als co-host in RTL Boulevard.
Van 2021 tot en met 2023 was Jekel te zien als een van de champions in het RTL 4-programma Beat the Champions. Ook was hij in 2021 een van de deelnemers, en tevens een verrader, in het RTL 4-programma De Verraders. In 2024 deed hij mee aan het RTL 4-programma De Pappenheimers. In datzelfde jaar deed hij mee aan het televisieprogramma Onderaan de streep.
Jekel schreef enkele boeken, columns voor Nrc.next en KIJK en was medescenarioschrijver van de speelfilm Homies en Bella Donna's. Voor deze scenario's ontving hij een Gouden Pen.
In 2022 presenteert hij de 8-delige televisieserie Jekels jacht (NTR). In elke aflevering wordt een experiment van een Nederlandse wetenschapper uit de geschiedenis zo precies mogelijk nagebootst. In 2024 volgde een tweede serie. In datzelfde jaar maakte Jekel  met Daan Nieber voor BNR de podcastserie Splijtstof .
Naast zijn journalistieke bezigheden werkt Jekel ook voor commerciële partijen en in opdracht van de overheid. Zo werkte hij als moderator bij een evenement dat onder andere werd georganiseerd door Shell, is hij merkambassadeur van Hyundai en maakt hij video's voor het RIVM. Over de voorlichtingsklus voor het RIVM ontstond online discussie, waarna NRC een artikel schreef waarin de vraag werd opgeworpen wat dat voor de journalistieke onafhankelijkheid van onder andere Jekel betekende.

## Nasynchronisatie
Jekel heeft ook een aantal stemmen ingesproken voor Nederlandstalige versies van films.
- Smurfs: The lost village (2017) - Brilsmurf
- The Angry Birds Movie 2 (2019) - Glenn